# روبين ريفيرا
روبين ريفيرا (بالإسبانية: Rubén Rivera)‏ هو لاعب كرة قاعدة بنمي، ولد في 14 نوفمبر 1973 في La Chorrera, Panama ‏ في بنما.

## وصلات خارجية
- روبين ريفيرا على موقع دوري كرة القاعدة الرئيسي (الإنجليزية)
- روبين ريفيرا على موقعبيزبول رفرنس.كوم (الدوري الرئيسي) (الإنجليزية)
- روبين ريفيرا على موقعبيزبول رفرنس.كوم (الدوري الثانوي) (الإنجليزية)
- روبين ريفيرا على موقع مشجعي الرسوم البيانية (الإنجليزية)